# Francisco Manuel Durán
Francisco Manuel Durán Vázquez (ur. 28 kwietnia 1988 w Almargen) – hiszpański piłkarz występujący na pozycji pomocnika w Liverpoolu. Duran zaczynał swoją karierę w U.D Mortadelo i po pięciu latach spędzonych w tym klubie przeszedł do Málagii, zaś 31 stycznia 2007 roku został kupiony przez Liverpool.
Po krótkim czasie Duran doznał kontuzji, która wyeliminowała go z gry na dziewięć miesięcy. W grudniu 2007 roku został wprowadzony w 76. minucie w małych derbach pomiędzy rezerwami Liverpoolu i Evertonu. Jednakże w niedługim czasie w spotkaniu przeciwko Tottenhamowi ponownie doznał kontuzji i jego powrót był przewidywany na czerwiec 2008 roku.
Ostatecznie do pełnej sprawności powrócił we wrześniu 2008 roku i w spotkaniu rezerw przeciwko Port Vale, w którym zaliczył jedną asystę, zaś cały zespół wygrał 4-1.